# Grand Prix Hassan II 2012
Grand Prix Hassan II 2012 — тенісний турнір, що проходив на ґрунтових кортах у місті Касабланка, Марокко з 9 квітня . Належав до категорії ATP World Tour 250.

## Фінальна частина

### Одиночний розряд
Пабло Андухар —  Альберт Рамос 6–1, 7–6(7–5)

### Парний розряд
Дастін Браун /  Пол Генлі —  Даніеле Браччалі /  Фабіо Фоніні 7–5, 6–3